# Frederico do Palatinado-Zweibrücken
Frederico do Palatinado-Zweibrücken (em alemão:  Friedrich von Pfalz-Zweibrücken) (Zweibrücken, 5 de abril de 1616 – Nohfelden, 9 de julho de 1661) foi um nobre alemão do ramo Palatino da Casa de Wittelsbach, tendo sido Duque de Zweibrücken de 1635 a 1661.

## Biografia
Frederico nasceu na cidade de Zweibrücken em 1616 sendo o filho varão mais velho de João II do Palatinado-Zweibrücken e de Luísa Juliana do Palatinado tendo sucedido ao pai em 1635.
Durante o seu reinado, o Palatinado-Zweibrücken foi devastado pela Guerra dos Trinta Anos. A população do ducado decresceu para um décimo da população durante a viragem do século. A maior parte dos castelos foram destruídos e ele passou a maior parte do seu reinado mudando a sua residência. Em 1650 ele estabeleceu-se por alguns anos no Castelo de Kirkel após a sua reconstrução e empreendeu uma cuidadosa política de recuperação do seu ducado destroçado.
Frederico veio a falecer no Castelo de Veldenz em 1661 sendo sepultado na Igreja de Akexandre (Alexanderkirche), em Zweibrücken. Sem qualquer descendência masculina que lhe sobrevivesse, a linhagem do Palatinate-Zweibrücken extinguiu-se, pelo que o ducado veio a ser herdado por Frederico Luís, da linhagem secundogénita do Palatinado-Zweibrücken-Landsberg.

## Casamento e descendência
A 6 de abril de 1640, Frederico casou com Ana Juliana de Nassau-Saarbrücken (1617–1667), filha do conde Guilherme Luís, com quem teve os seguintes 10 filhos:
1. Guilherme Luís (Wilhelm Ludwig) (1641-1642);
2. Isabel (Elizabeth) (1642-1677), que casou com o príncipe Victor Amadeu do Anhalt-Bernburg;
3. Cristina Luísa Juliana (Christine Louise Juliana) (1643-1652);
4. Frederico Luís (Friedrich Ludwig) (1644-1645);
5. Sofia Amália (Sophie Amalie) (1646-1695);
6. Leonor Augusta (Eleanore Augusta) (1648-1658);
7. Carlos Gustavo (Karl Gustav) (1649-1650);
8. Catarina Carlota (Katharina Charlotte) (1651-1652)
9. Carlota Frederica (Charlotte Frederike) (1653-1712);
10. menino (18 de abril de 1656).